# Luis J. Rodriguez

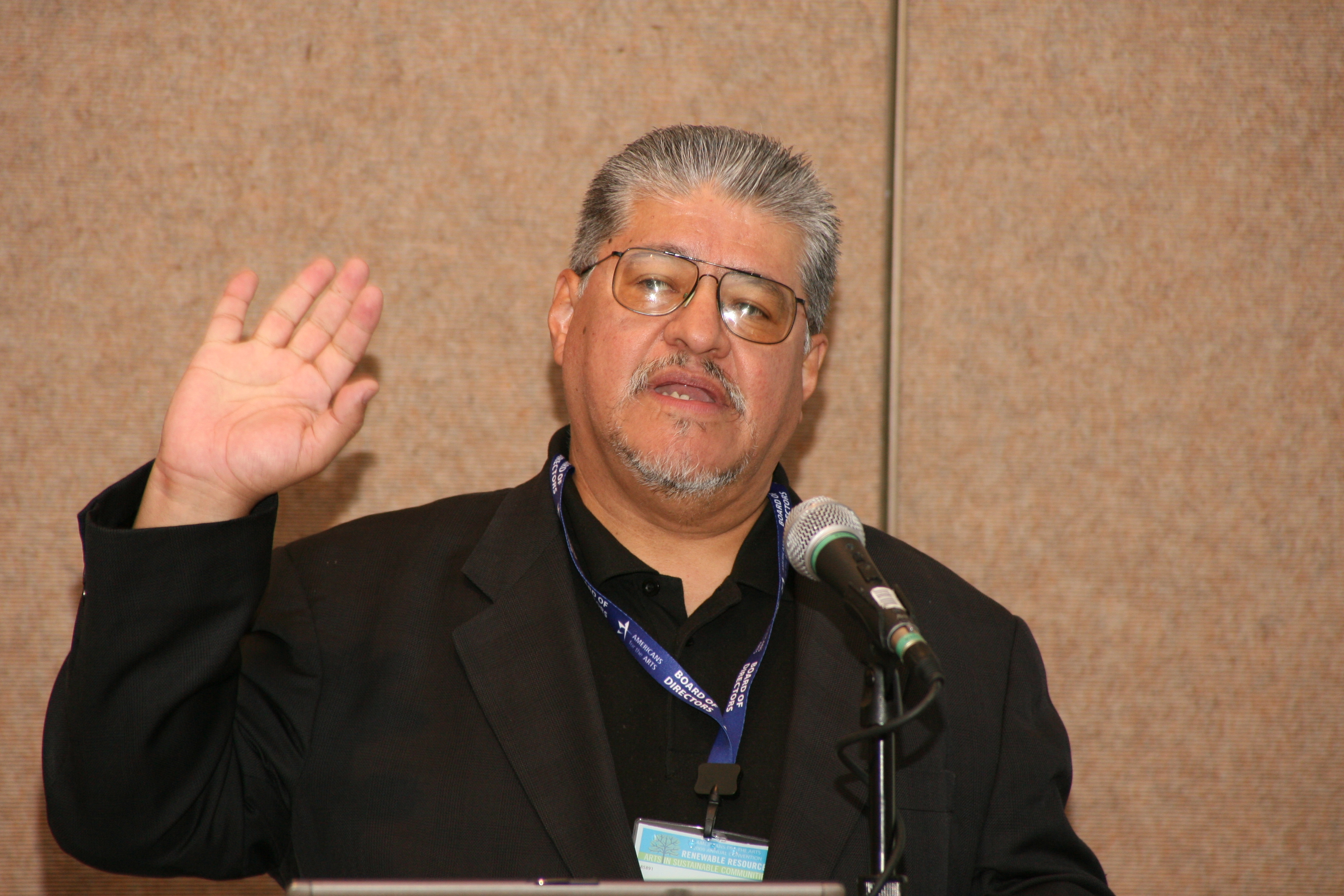

Luis Javier Rodriguez (El Paso, 1954) è un poeta e scrittore statunitense.

## Biografia
Luis J. Rodriguez nacque ad El Paso, in Texas, da genitori messicani, vantando, tra i suoi antenati, indigeni Mexica e Raramuri.
Quando aveva due anni, la sua famiglia si trasferì a Los Angeles, dove lui trascorse la prima parte della sua infanzia. Più tardi si trasferirono nella valle di San Gabriel, dove lui, all'età di undici anni, entrò nella prima gang di ragazzi di strada. Tra il 1960 ed il 1970 Rodriguez fu un membro attivo della gang di East Los Angeles. Le sue attività criminali, tuttavia, non pregiudicarono la sua partecipazione al movimento Chicano Movement, per i diritti civili dei messicani americani.
Nel 1970 ha preso parte alle proteste contro la guerra in Vietnam e, per questo, è stato più volte arrestato.
Nel 1972 fu l'autore di numerosi murales nella valle di San Gabriel. Frequentò la California State University di Los Angeles ed entrò come attivista nel MEChA (Movimiento Estudiantil Chicano de Aztlán). Le due strade intraprese, quella criminale e quella di attivista politico, entrarono in conflitto. Una lettera della sua comunità lo scagionò dai suoi precedenti malavitosi, per cui egli, grato di questo gesto, superò i problemi con la droga e si dedicò completamente all'attivismo politico in favore dei messicani americani.
Nel 1980 cominciò a seguire corsi serali all'Università Orientale di Los Angeles e a lavorare come fotografo per numerosi giornali locali.

## Opere
Poesie
- My nature is hunger: new & selected poems, 1989-2004 (Curbstone Press, 2005) (ISBN 1-931896-24-0)
- The concrete river (Curbstone Press, 1991) (ISBN 0-915306-42-5)
- Poems across the pavement (Tia Chucha Press, 1989) (ISBN 0-9624287-0-1)
- Trochemoche: poems (Curbstone Press, 1989) (ISBN 1-880684-50-0)

Saggi
- Hearts and hands: creating community in violent times (Seven Stories Press, 2001) (ISBN 1-58322-263-4)
- Always Running: La Vida Loca, Gang Days in L.A. (Curbstone Press, 1993) (ISBN 1-880684-06-3)

Racconti
- Music of the mill: a novel (Rayo, 2005) (ISBN 0-06-056076-2)
- The Republic of East L.A. (Rayo, 2002) (ISBN 0-06-621263-4)
- It doesn't have to be this way: a barrio story / No tiene que ser así: una historia del barrio (Children's Book Press, 1999) (ISBN 0-89239-161-8)
- América is her name (Curbstone Press) (ISBN 1-880684-40-3)

## Discografia
- My Name's Not Rodriguez (Dos Manos Records)